# Alfred Beit
Alfred Beit (født 15. februar 1853, død 16. juli 1906) var en britisk guld- og diamantmagnat og tilhænger af britisk imperialisme i det sydlige Afrika.
Beit var født i Hamburg i Tyskland og var den ældste søn og den næstældste af seks børn i en jødisk familie. Hans far var en succesfuld handelsmand i Hamburg. Beit blev lærling i Jules Porgès & Cie, diamantfirmaet i Amsterdam. Han blev sendt til Kapkolonien i 1875 af sit firma for at købe diamanter efter diamantstrejken i Kimberley. Han blev forretningsven med Cecil Rhodes, og de gik i gang med at opkøbe virksomheder og at eliminere modstandere som Barney Barnato. Han kom hurtigt med i en gruppe investorer, som skaffede sig kontrol over rettighederne til diamantminerne Central, Dutoitspan og De Beers. Rhodes var den aktive politiker, og Beit sørgede for planlægning og finansiel støtte.
Beit udvidede i 1886 sine interesser til de nyopdagede guldfelter i Witwatersrand. I sine foretagender der samarbejdede han med investorerne Hermann Eckstein og Joseph Benjamin Robinson. Han grundlagde Robertson Syndicate og firmaet Wernher, Beit & Co. Han importerede mineingeniører fra USA og var blandt de første, som anvendte dybe gruber. Rhodes indgik en aftale med Lobengula. Beit grundlagde British South Africa Company som et resultat af dette i 1888. Beit blev præsident på livstid for De Beers, samtidig med at han var direktør i talrige andre selskaber som Rand Mines, Rhodesia Railways og Beira Railway Company. 
Beit flyttede i 1888 til London hvor han følte, han havde større forudsætninger for at styre sit finansielle imperium og støtte Rhodes i dennes sydafrikanske ambitioner. Beit flyttede ind i Tewin Water nær Welwyn, en stor bolig med victorianske tilbygninger på et areal på 28 km², mens Julius Wernher til slut købte Luton Hoo med 21,1 km² nogle få kilometer derfra.
Inspireret af Rhodes' imperialistiske vision deltog han i planlægningen og finansieringen af det mislykkede Jameson Raid sent i 1895, som skulle udløse et kup i den Sydafrikanske republik. Som et resultat af denne uro gik Rhodes af som premierminister, og både han og Beit blev fundet skyldige efter en undersøgelse foretaget af det britiske underhus. Beit måtte trække sig som direktør i BSAC, men blev valgt til vicepræsident i selskabet nogle få år senere. 
I sit testamente indsatte han som arving Beit Trust, hvorigennem han gav store summer til udvikling af infrastruktur i det centrale og sydlige Afrika, til universitetsuddannelse og forskning i Sydafrika, Rhodesia (£1.200.000), Storbritannien og Tyskland. 